# Andrea D'Amico
Andrea D'Amico (...) è un lottatore italiano, specializzato nella lotta libera.

## Biografia
Gareggiò per il Gruppo Sportivo Fiamme Oro di Roma. Fu due volte campione italiano di lotta libera a Roma 1964 e Faenza 1967 nella categoria 63 kg.
Fu convocato ai IV Giochi del Mediterraneo di Napoli 1963, dove vinse la medaglia d'argento nel torneo dei 63 kg, perdendo in finale contro il francese Georges Ballery.

## Palmarès
- Giochi del Mediterraneo

Napoli 1963: argento nei 63 kg;
- Campionati italiani di lotta libera

Roma 1964: oro nei 63 kg;
Faenza 1967: oro nei 63 kg;